# 贾源
贾源，是《红楼梦》中的一个人物。寧國公贾演的胞弟，贾政、贾赦之祖父，贾寶玉曾祖父，被朝廷封為榮國公，死後由長子贾代善繼承其爵位。
第五回，贾宝玉梦游太虚幻境时，他托付警幻仙子劝诫宝玉。在第二回中，贾源首先由冷子兴提及。清虚观道士张道士是榮國公贾源的替身。